# Amedeo Ambron
Amedeo Ambron (né le 23 janvier 1939 à Bénévent) est un joueur de water-polo italien, champion olympique en 1960 à Rome.